# Pablo Diaz
Pablo Alejandro Díaz (La Plata, 26 giugno 1958) è l'unico studente testimone sopravvissuto ai sequestri dell'operazione militare, denominata "La Noche de los Lápices" (Notte delle matite), avvenuta il 16 settembre 1976 a La Plata, Buenos Aires, dopo aver partecipato alle manifestazioni, in precedenza per l'istituzione e successivamente contro l'abolizione, del Boleto Escolar Secundario (BES), un tesserino che consentiva agli studenti liceali alcune agevolazioni negli anni della dittatura militare argentina (marzo 1976 - dicembre 1983).

## Biografia

### I primi anni
Sesto figlio di Benito Díaz, professore di storia e geografia al Rafael Hernández, e di sua moglie Hedda Caracoche, maestra, Pablo Alejandro Díaz nacque il 26 giugno 1958 all'Istituto Medico Platense. Fin dalla sua nascita si legò fortemente alla nonna Clotilde de Caracoche, più affettuosamente chiamata Cota, che viveva in una vecchia casa con un ampio cortile al fondo e alberi frondosi in cui il piccolo "Pablito" trascorse gran parte della sua infanzia. Nel 1965 venne iscritto alla scuola primaria n.78 dove, dopo un primo momento di rifiuto, diventò portabandiera della sua classe. Dimostrò assai presto il suo carattere intraprendente: a sei anni giocava a fare l'esploratore, scappando di casa e vagando per il quartiere limitrofo alla 10ª strada, a otto anni il ragazzo ando in chiesa 

### L'adolescenza

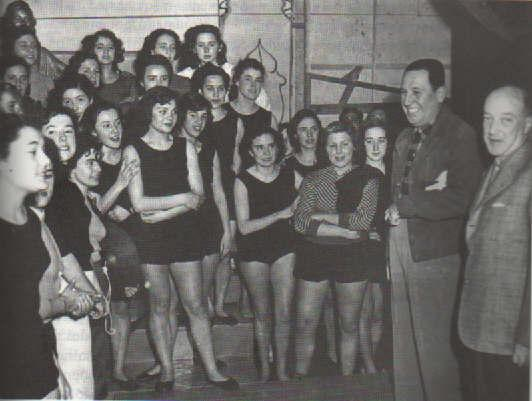
Il presidente Perón in visita alla sede della Unión de Estudiantes Secundarios (UES)

Intorno agli undici anni Pablo Díaz, divenuto anche accanito tifoso degli Estudiantes de La Plata, guardava con interesse al movimento peronista al quale apparteneva Benito Díaz mentre gli rimasero estranee le vicende del torbido dittatore Manuel Rosas, che dal 1829 al 1852 aveva fatto fronte alle sanguinose lotte tra unitari e federali e i cui ritratti trovavano posto sulla scrivania del padre.
A 12 anni, esattamente il 17 ottobre 1970, giorno abituale della manifestazione proibita, Pablo ricevette il suo battesimo politico, vivendo da vicino i tumulti di La Plata. Abitava vicino a Piazza Italia, fulcro delle proteste cittadine, e quel giorno insieme all'amico Juan Diego Reales, decise di vedere come si svolgesse una manifestazione peronista, i cui partecipanti sfilavano per rivendicare il ritorno di Juan Domingo Perón, promotore della classe operaia e fautore del Partito Giustizialista, associazione politica che si proponeva come terza via tra capitalismo e socialismo.
Quel giorno Pablo e il suo amico dovettero rifugiarsi dietro ad un portone per fuggire alle bombe lacrimogene della polizia fino a quando la padrona di casa organizzò loro la fuga dal retro dell'abitazione.
Affascinato dalla forza collettiva, dalla solidarietà che si produceva quando la repressione attaccava, Pablo decise di tornare a tutte le manifestazioni, che, ingigantite dal Cordobazo, videro il loro apice di violenza nel 1971, quando si cominciò a parlare del ritorno di Perón; la città ribolliva di energie giovani, disposte a lottare per un Paese più giusto. 
In famiglia la nonna Cota, nonostante fosse radicale e considerasse il peronismo inutile, divenne l'unica interlocutrice politica di Pablo.
Nel 1972 Pablo entrò con una borsa di studio all'Istituto cattolico Josè Manuel Estrada, come suo fratello Daniel e la maggior parte dei ragazzi del suo quartiere, si iscrisse all'Alianza Popular Revolucionaria (APR), ma nel giro di un anno tornò fedele al peronismo. Appena il 25 maggio 1973 seppe del trionfo elettorale di Héctor José Cámpora, già dal 1971 delegato personale di Perón che a quei tempi si trovava in esilio, Pablo si riunì ai festeggiamenti della sezione peronista del quartiere e aderì all'Alleanza della Gioventù Peronista, per poi confluire nella Unión de Estudiantes Secundarios (UES), centro studentesco dove ci si riuniva per discutere e avviare politiche in difesa dell'istruzione pubblica.
Romantico ma ribelle, fu espulso dalla scuola il secondo anno per aver offeso il Preside, che allora era un prete, perché gli negò la creazione di un centro studentesco; così decise di non frequentare l'Istituto durante l'anno 1974 e andò a lavorare presso una segheria. Affermava di voler fare l'operaio perché meglio si sarebbe identificato con la gente per cui lottava, entrava alle cinque del mattino e tornava a sera inoltrata, ma un giorno il caporeparto lo trovò addormentato su una pila di assi e lo mandò via. Prima di tornare a scuola, lavorò per un breve periodo come giornalaio quando poi nel 1975 si iscrisse alla scuola media superiore n.2 España, detta la "Légione", istituto che ospitava gli espulsi dalle altre scuole secondarie della città.
Da lì, iniziò la sua lotta per il Boleto Escolar Secundario (BES), una tessera che consentiva agli studenti di avere alcune agevolazioni sul prezzo dei libri di testo ed una riduzione del biglietto per l'utilizzo dell'autobus. Infatti con Isabel Martínez de Perón, che assunse la carica presidenziale per continuità costituzionale dopo il marito defunto, si accentuarono gli scontri con le organizzazioni studentesche che divennero un vero e proprio mirino per José López Rega, ministro del Benessere sociale. Egli utilizzò fondi pubblici per il finanziamento di un gruppo armato, conosciuto col nome di Alianza Anticomunista Argentina o tripla A; tale formazione paramilitare, sotto la sua direzione, avviò azioni di vessazioni delle personalità della sinistra argentina, che si tradussero in attentati, sequestri di persona, torture e assassini. Veniva inaugurato il regime del terrore che avrebbe avuto i suoi peggiori momenti nella successiva dittatura militare argentina.
Pablo intanto si spostò dalla UES alla Gioventù Guevarista, partecipando alla campagna di solidarietà de Coordinamento degli Studenti Medi nei quartieri poveri, aiutava i più piccoli a fare i compiti e gli altri a forare pozzi per l'acqua. Dopo un viaggio al sud, nell'estate del 1976 riprese la militanza, discostandosi sempre più dalle posizioni di peronista di destra del padre, divenuto direttore del Dipartimento di storia e geografia dell'università, e preoccupando la madre che lo vedeva rientrare ogni sera più tardi con le mani macchiate d'inchiostro dei volantini o dello spray usato per scrivere sui muri.

### La militanza studentesca sotto la dittatura

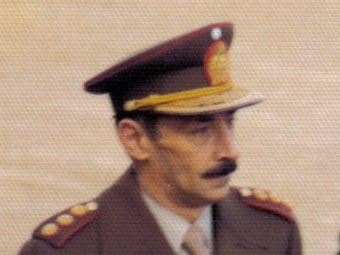
Jorge Rafael Videla, 1976

Il 24 marzo 1976, Jorge Rafael Videla capeggiò un Colpo di Stato con cui sostituì a Isabel Perón una giunta militare che dette il via alla terribile dittatura durata fino al 1983.

Quando le autorità nominate dal regime militare assunsero le loro cariche direttive, l'Università nazionale di La Plata poteva vantare il suo prestigio locale e internazionale. Tuttavia questo non fu l'obiettivo principale del rettore Eduardo Luis Saccone, in seguito alle rinnovate istruzioni impartite dal nuovo governo ai responsabili degli organismi e degli istituti studenteschi. Infatti l'istruzione pubblica non era inclusa tra le questioni prioritarie del cosiddetto Processo di riorganizzazione nazionale, quindi della neo dittatura: il bilancio assegnato all'istruzione venne ridotto drasticamente, le università, i professori progressisti, i dirigenti studenteschi, i ricercatori, vennero considerati come possibili centri di "sovversione politica".
Infatti per il Ministro della Cultura e dell'Educazione, Ricardo Bruera, la "riorganizzazione" consisteva nell'azione repressiva e nella disciplina prussiana nelle scuole, soprattutto per gli adolescenti che costituivano una particolare preoccupazione per le autorità. In occasione di una comunicato stampa il 22 maggio 1976, il ministro affermò "Gli studenti delle scuole superiori che non rispettino le norme della buona condotta, saranno puniti".
Intanto il 27 aprile 1976, fu eletto capo della prefettura di polizia di Buenos Aires il colonnello Ramón Juan Alberto Camps che decise di intensificare duramente la lotta contro la sovversione con la creazione di una struttura parallela alla polizia: nacque il Comando di operazioni tattiche di investigazione (COTI), che pur essendo formato da poliziotti e pur sfruttando mezzi e luoghi della polizia, non avrebbe avuto esistenza ufficiale e quindi sarebbe stato legittimato a infondere il terrore.
Come risultato delle sue innumerevoli operazioni, centinaia di attivisti politici, persone sospettate, i loro familiari o semplici conoscenti cominciarono ad essere confinati in centri di reclusione dove i dati strappati dalle torture subite durante gli interrogatori davano origine ad altre operazioni che alimentavano con nuovi prigionieri questi "pozzi di reclusione".
Camps concentrò ben presto la sua attenzione sugli studenti universitari e delle scuole superiori, considerati uno strumento classico degli estremisti e il pericolo maggiore perché mescolavano passione politica con temerarietà giovanile. Così il Coordinamento degli studenti delle secondarie (CES) chiamò alla resistenza al golpe, ma la paura iniziava a farsi strada, dato che già alcuni studenti erano stati portati via o rinchiusi. Così i comitati agivano clandestinamente, Pablo e i suoi compagni si ritrovavano al bar Don Julio, dove organizzavano interventi lampo nelle strade delle città, dato che le manifestazioni erano proibite, gestivano i fondi raccolti nelle cassette posizionate nei bagni delle scuole, si dividevano i volantini e decidevano chi nella notte sarebbe dovuto andare a scrivere l'ennesimo slogan sui muri di La Plata con appello alla resistenza.
La situazione si fece più difficile quando il 6 settembre 1976, Guillermo Gilberto Gallo fu eletto nuovo rettore dell'Università della città; egli sapeva bene come muoversi contro gli studenti universitari, più incerto era invece nei confronti di quelli della scuola secondaria. Certo era invece che dall'università dipendessero i movimenti di due istituti: il Nacional, dove studiava Claudio de Hacha e l'Istituto delle Belle Arti, frequentato da María Claudia Falcone, Francisco López Muntaner, Emilce Moler, tutti compagni di Pablo.

#### Boleto Escolar Secundario (BES)
Il Boleto Escolar Secundario (BES) entrò in vigore all'ora zero del 13 settembre 1975 a seguito dell'emanazione del decreto 6809 che disponeva che le nuove tariffe preferenziali sarebbero state valide per La Plata e per i quartieri operai di Berisso e di Ensenada, nei turni diurni e notturni dal lunedì al venerdì. Fu una vera e propria conquista studentesca poiché si stabilì una nuova tessera al prezzo unico di due pesos per tutto il percorso. Il BES sarebbe restato in vigore fino all'ultimo giorno dell'anno scolastico 1975, per poi essere reintrodotto dal primo giorno dell'anno successivo; tuttavia le tariffe subirono inizialmente leggere modifiche dovute all'aggravante crisi economica, che però non furono avvertite come minaccia alla sopravvivenza di tale conquista studentesca. Ben presto però i cambiamenti del costo si accentuarono sempre di più: il 6 aprile 1976 il BES passò da 3 a 6 pesos, un 100% di aumento solo negli ultimi quattro mesi, la mattina del 5 giugno gli abitanti di La Plata si svegliarono con un aumento del 26% delle tariffe del trasporto su ruote e dei servizi pubblici che portò martedì 15 giugno 1976, il costo del BES a 8 pesos e tre giorni più tardi fu ridotto a due corse giornaliere per studente.
Nei corridoi del Belle Arti, della "Legione" e del Nacional circolava la voce che la tessera sarebbe stata ben presto soppressa; Pablo, Claudio e Horacio Angel Ungaro si trovavano all'uscita di scuola o nei quartieri in cui lavoravano per discutere su cosa fare se il BES fosse stato annullato, speravano in un'aggregazione massiccia degli studenti per la difesa di tale conquista, cosa che però non accadde. Il Coordinamento degli studenti si riunì al Bar Astro per pianificare le misure da prendere contro la soppressione della tessera; Pablo con Víctor Treviño ed altri compagni della Giouventù Guevarista, rappresentavano la "Legione", nel gruppo della UES delle Belle Arti, al quale si unì María Clara Ciocchini, c'erano Maria Claudia, Francisco ed Emilce, Claudio coordinava i suoi compagni del Nacional e Daniel Alberto Racero e Horacio quelli delle magistrali.
Incontrarsi per i ragazzi divenne sempre più difficile e più pericoloso, venivano mandati poliziotti in tutti i luoghi ricreativi, addirittura nelle scuole iniziarono con i blocchi e le perquisizioni all'entrata; c'è chi si sentiva seguito, perseguitato e che spesso non tornava a casa per non coinvolgere la famiglia. Il 1º settembre 1976 la tariffa del BES aumentò ulteriormente mentre gli organismi di sicurezza militare avevano individuato i dirigenti più attivi tra gli studenti medi di La Plata: si aprì una vera e propria caccia.

### Il sequestro

#### La vigilia
Pablo non vedeva i ragazzi della UES da fine agosto, non solo perché glielo impedivano i suoi orari dato che la mattina lavorava e la sera andava alla "Legione", ma perché l'attività collettiva si era parecchio rallentata. Andò a Las Delicias, nella provincia di Entre Ríos, per vedere di risolvere la questione sulla sua iscrizione all'Istituto agrario e inoltre fece visita ai cantieri navali di Río Santiago per cercare lavoro e di lì a poco fu assunto.
Nel frattempo al Nacional la situazione si fece sempre più calda, iniziò a girare una lista anonima con il nome di cinque studenti: solo quattro di loro pochi giorni dopo vennero rinchiusi da sconosciuti individui dai vistosi occhiali da sole nell'aula professori per essere interrogati sui principali sostenitori del BES; furono liberati davanti agli occhi di tutti gli studenti, ma sequestrati e portati via non appena scese la tensione. Quest'operazione militare fu solo il prologo alle altre.
Il 15 settembre 1976, vigilia del sequestro, era in corso a Tucumán la Vª Assemblea del Consiglio Federale di Educazione; il Ministro Brera presiedeva le deliberazioni, notò che l'incontro si teneva dove la sovversione era stata sconfitta, e riaffermò che si sarebbe combattuta l'infiltrazione ideologica. Le direttive su questo tema per i rettori, chiarì subito ai giornalisti "erano di carattere riservato". Quel giorno Pablo e i suoi compagni, sebbene fossero in allerta in uno stato d'ansia che li caratterizzava da settimane ormai, svolsero le loro normali attività, chi a casa degli amici chi con la propria famiglia.

#### La Notte delle Matite
Nella notte del 16 settembre 1976 furono sottratti dalle loro case Claudia, Maria Clara, Claudio, Daniel, Horacio, Emilce e Francisco come previsto dall'operazione militare chiamata "Notte delle matite"; si trattò di una banda di uomini incappucciati che senza alcun preavviso irruppe nelle case degli studenti durante la notte; essi furono bendati, maltratti e interrogati. Dato che le loro risposte non furono ritenute esaurienti, vennero portati via, denudati, strappati senza motivazione alle loro famiglie, che invano chiedevano una spiegazione. Intanto Pablo attese notizie dei suoi compagni scomparsi per altri tre giorni, leggendo senza risposta ogni mattina El Día, e la paura aumentò a dismisura; raccontò al padre della sua attività studentesca e del sequestro dei suoi compagni. Il professore gli disse di non preoccuparsi, che in fondo non avevano commesso alcun delitto ma Pablito non riuscì a tranquillizzarsi.
La sera del 20 settembre fece un giro per le case dei suoi amici e cenò da uno di loro; mangiò come un disperato, "Sai che ti dico?", scherzò con l'amico, "Non riuscirò a scamparmela, e allora preferisco avere la pancia piena". E il tempo gli diede ragione: alle quattro di quella notte, irruppe l'armata al numero 435 della 10ª strada. Gli otto uomini con i volti coperti da passamontagna avevano vestiti di fogge diverse, ma qualcuno portava i pantaloni dell'esercito; lo gettarono per terra e gli appoggiarono una pistola sulla nuca, mentre obbligavano il resto della famiglia a farsi di lato, lo trascinarono verso la porta e lo fecero sdraiare sul fondo di una delle quattro macchine, incappucciato e a pancia sotto. Pablo chiese invano dove lo stessero portando, solo mezz'ora dopo frenarono davanti a un portone e gli mostrarono un plastico che credette essere il campo di concentramento. Era l'ultimo ragazzo di quelli segnati, la gabbia della «notte dei lapis» era stata riempita.

### La prigionia

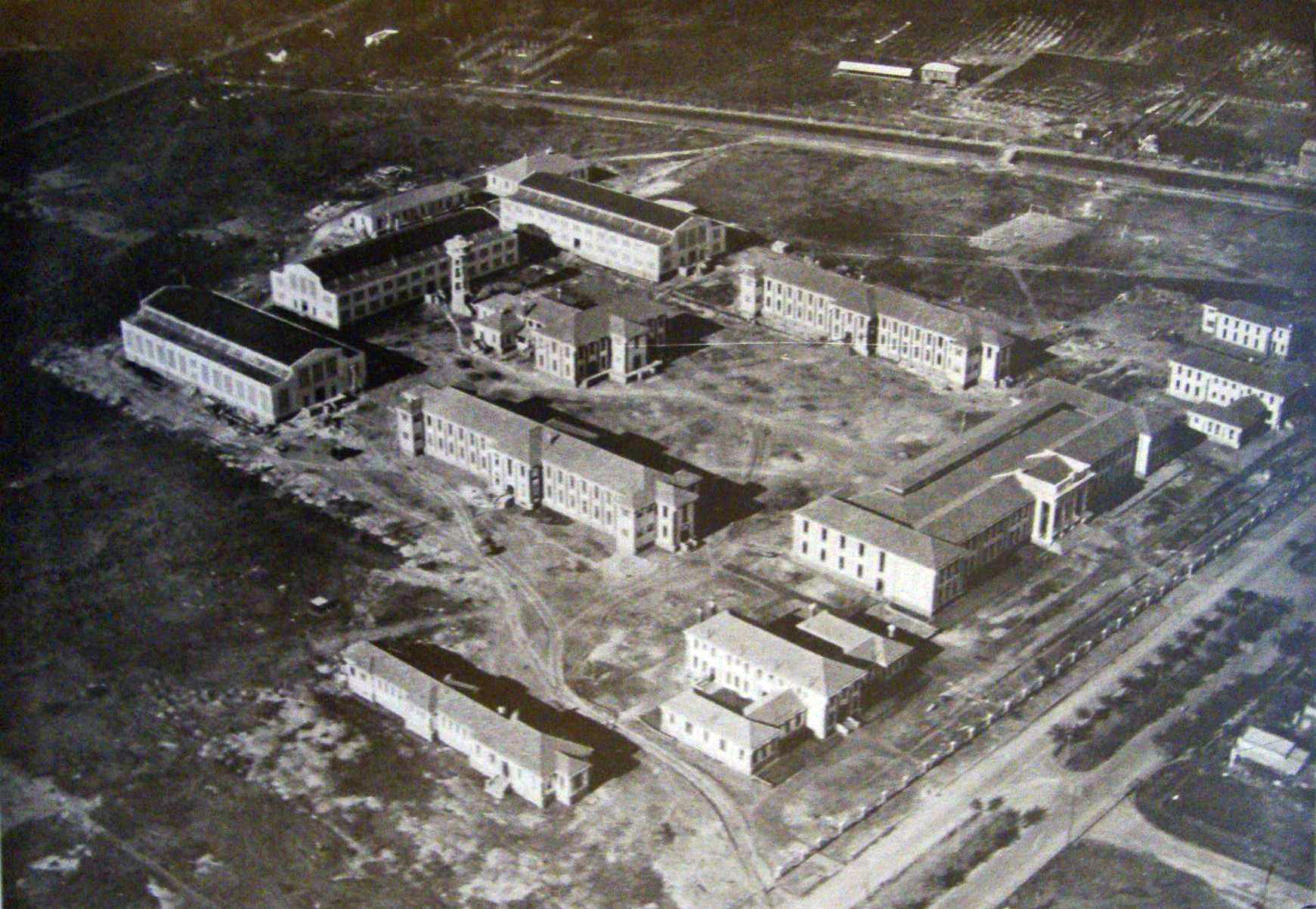
Veduta aerea della Escuela Superior de Mecánica de la Armada (ESMA), uno dei centri di detenzione attivi durante la dittatura; oltre 5.000 persone vi furono rinchiuse e solo poche centinaia ne uscirono vive

#### Carcere di Arana
La prigionia di Pablo iniziò effettivamente la mattina di martedì 21 settembre 1976, giornata dello studente. Dalla benda di tela rossa che gli avevano messo sugli occhi, vide che si trattava di un locale piccolo, nudo, con una porta di ferro con uno spioncino e due finestre chiuse; iniziarono a domandargli a quale organizzazione appartenesse, cosa essa facesse e come operasse all'interno della guerriglia ma Pablo rispose solamente che faceva parte del comitato studentesco. Fu gettato in una cella buia da dove nei giorni seguenti riuscì a distinguere la luce dal buio solo perché era di notte che si sentivano le urla delle torture.
Era quotidianamente interrogato sulla sua attività e sui suoi complici, fu sottoposto a quella che i responsabili del sequestro chiamavano "la macchina della verità", un dispositivo composto da elettrodi che venivano applicati alle labbra, alle gengive e ai genitali e che se azionati, mandavano forti scariche elettriche che bruciavano la pelle. Una notte lo trasferirono, e in quell'epoca sapeva già che il posto che stava lasciando era Arana, 4ª Divisione di polizia della provincia di Buenos Aires, dipendente dal 5° Commissariato di La Plata, e che uno dei responsabili era un certo vicecommissario Nogara.

#### Carcere di Banfield
Si ritrovò nel carcere di Banfield, in un'altra cella accanto alla quale se ne trovavano altre occupate dai suoi compagni, da altri studenti peronisti che avevano partecipato attivamente per la questione del BES, fra cui anche sei ragazze incinte, e da detenuti in transito. Cominciarono a comunicare ed a rivivere i momenti più belli, cantavano e pregavano insieme, malgrado non calassero le torture, gli abusi sulle ragazze e la paura. La corda al collo soffocava i loro desideri e ormai avevano perso la vergogna per la nudità ma conservavano intatto il pudore, il disgusto e la voglia di vivere. Per mangiare, facendoli uscire sul corridoio, si sedevano di spalle alle porte delle celle e mangiavano una volta al giorno da alcune ciotole di plastica una minestra piena di grasso che permetteva loro giusto di non morire; alla benda furono sostituiti dei dischetti di ovatta mantenuta con dei cerotti.
Pablo aveva contato novantasette giorni di galera, quando all'alba fu trascinato fuori dalla cella, gli levarono l'ovatta che gli aveva infettato gli occhi e gli ordinarono di non guardare chi si fosse trovato davanti perché altrimenti sarebbe stato ucciso all'istante: parlò direttamente con un tenente colonnello che gli disse che sarebbe stato spostato al PEN, Potere Esecutivo Nazionale. Pablo non sapeva se sarebbe stato liberato, certo fu che doveva salutare i compagni infondendo loro la più grande speranza di salvezza possibile, soprattutto a Claudia, che grazie alla clemenza di una guardia, riuscì a salutare da vicino, senza nascondere l'affetto che nutriva nei suoi confronti; "Uscirete tutti!" disse, uscendo per sempre dal teatro di quell'orrore.

#### Brigata di investigazioni di Quilmes
Pablo arrivò alla Brigata di investigazioni di Quilmes il 28 dicembre 1976, dove venne considerato prigioniero politico, senza processo e lì riconobbe altri ragazzi, forse Emilce Moler, ma nessuno dei suoi amici più stretti. Continuò ad essere legato e bendato, il medico iniziò a curargli gli occhi, lo esponevano al sole per ore, mangiava sempre una volta al giorno ma le razioni di pane erano superiori, gli fecero fare il bagno una sola volta; aveva ancora i capelli e la barba molto lunghi, era magrissimo ma riusciva a camminare. Pablo non ricorda precisamente la data del suo rilascio, sicuramente nel periodo che intercorre tra il 22 e il 27 gennaio 1977.

### La liberazione
Pablo fu trasferito su una camionetta al Commissariato di Lanús, con José María Novello, ma da lì fu mandato il 29 gennaio all'Unità 9 di La Plata dove gli tagliarono capelli e la barba, gli fu permesso di mangiare anche quattro volte al giorno; tuttavia i segni e le cicatrici della prigionia rimasero indelebili, erano ben percepibili la debolezza e la paura nei suoi occhi. L'8 febbraio 1977, Pablo poté riabbracciare la sua famiglia, unica testimone del fatto che non fosse ridotto così quando lo portarono via quella notte del 20 settembre. Nel frattempo le famiglie dei desaparecidos non si erano date tregua, senza mai ottenere una risposta concreta, cercavano invano notizie sui propri figli, alcune di loro addirittura furono costrette all'esilio; mai più poterono riabbracciare i propri figli.
Pablo rimase detenuto a disposizione dell'esecutivo per tre anni, nove mesi e dieci giorni nell'Unità penitenziaria nº9 di La Plata e non venne mai formalizzato un processo legale; durante questo periodo si interrogò sul perché della sua liberazione e non di quella dei suoi compagni. Del resto i tentativi che Hedda de Díaz fece, furono gli stessi di tutte le madri dei sequestrati, dapprima si rivolse al Monsignor Plaza e successivamente cercò di raggiungere le cariche militari più alte, senza mai ottenere una risposta concreta; solamente nel gennaio 1977 Suárez Mason, capo del 1º Corpo dell'Esercito, gli disse che il "figlio era stato arrestato il 28 dicembre 1976 mentre distribuiva volantini sovversivi per la strada" . Poi c'era la questione sul prestigio ricoperto dal padre all'interno dell'università, ma altri ragazzi figli di genitori influenti non ricomparvero. Il suo dilemma non si è mai risolto.
Pablo fu liberato in un pomeriggio piovoso del 19 novembre 1980, dopo che lo ebbero sottoposto ad estenuanti interrogatori durante i quali i vari comandanti militari vollero assicurarsi del suo avvenuto "recupero", che consisteva nella cancellazione nella sua memoria del sequestro e delle torture subite. A rischio ci sarebbero state la sua vita e quella della sua famiglia. Così paura e libertà cominciarono a coesistere in maniera contraddittoria, ma il suo senso di colpa per essere sopravvissuto lo avrebbe aiutato a ricordare.

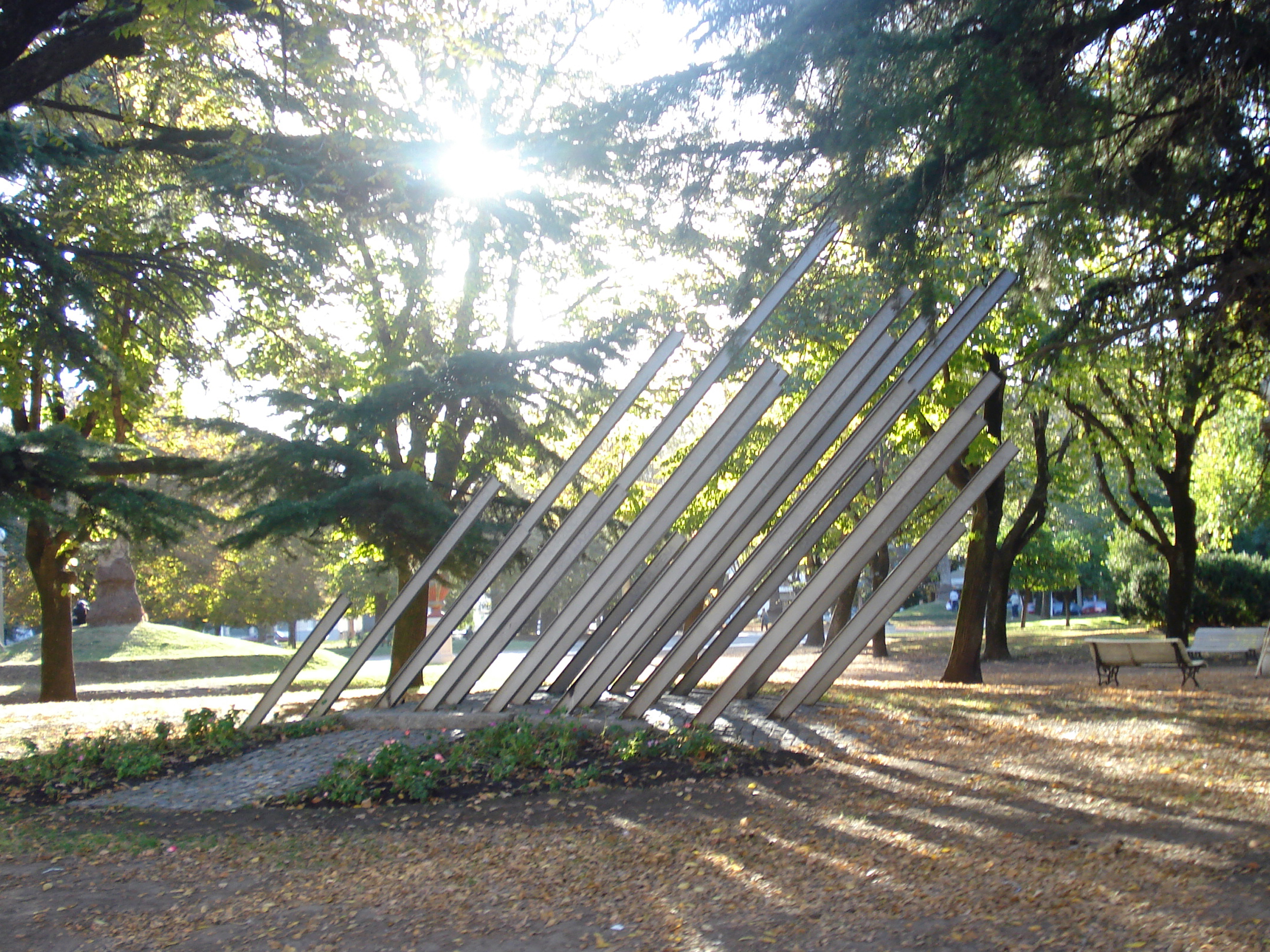
Monumento in memoria ai Desaparecidos a Tandil, Buenos Aires

### La denuncia dei fatti
Pablo non fu subito sicuro di raccontare la verità sui fatti, non si sentiva ancora pronto; soltanto la sua famiglia sapeva del sequestro, ma il segreto si vendicava perseguitandolo, nonostante si mantenesse attivo nelle manifestazioni delle Madri di Plaza de Mayo o nei cortei in difesa dei Diritti umani. Così una sera del 1982 raccontò tutta la vicenda al suo professore di religione Padre Carlos Bruno, del quale si fidava molto. "In quell'alba cominciai a pensare, per la prima volta, dove avrei potuto presentare la mia denuncia. Quest'idea mi restituiva alla vita". Così presentò la sua denuncia al Commissione Nazionale sulla sparizione delle persone (CONADEP), presso il Palazzo di Giustizia.
Il 9 maggio 1985, Pablo si presentò all'udienza, dopo uno straziante racconto durato due ore e quarantacinque minuti, lasciò l'aula col cuore un po' più leggero: aveva trascorso dieci anni della sua vita in una solitudine pubblica, col peso dell'assenza di coloro che nominava come una moltitudine sulle sue spalle. Il 9 dicembre 1985, la Corte federale d'appello emanò la sentenza contro le tre prime giunte militari del cosiddetto Processo di riorganizzazione nazionale, giudizio promosso dal decreto n.158/83 del presidente Raúl Alfonsín. Come parte integrante di questa sentenza, il tribunale ha giudicato in particolare i sequestri, le torture e i presunti omicidi dei sette adolescenti della "Notte delle matite": Claudio de Acha, Maria Claudia Falcone, Horacio Ungaro, Daniel Racero, Maria Clara Ciocchini, Francisco Muntaner e Pablo Alejandro Díaz.